# Iwan Nikolajewitsch Kramskoi

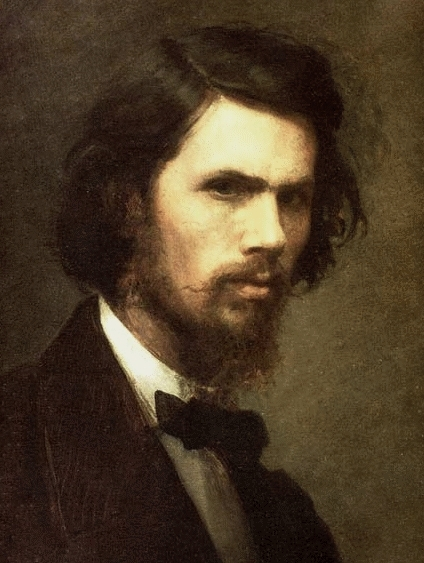
Selbstporträt aus dem Jahre 1867.

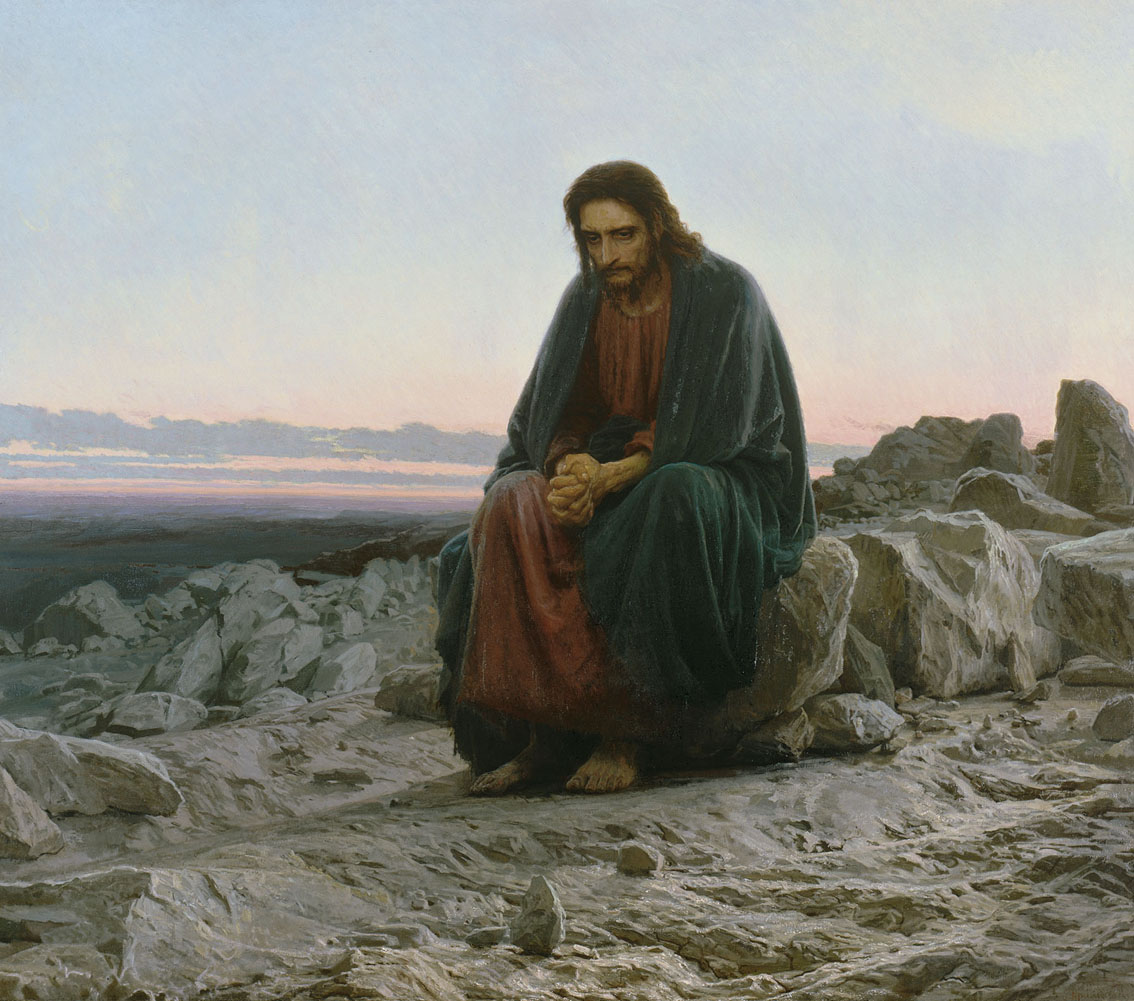
Christus in der Wüste (1872)

Iwan Nikolajewitsch Kramskoi (russisch Иван Николаевич Крамской, wiss. Transliteration Ivan Nikolaevič Kramskoj; * 27. Maijul. / 8. Juni 1837greg. in Ostrogoschsk; † 24. Märzjul. / 5. April 1887greg. in Sankt Petersburg) war ein russischer Maler, Pädagoge und Kunstkritiker ukrainischer Herkunft. Er war der intellektuelle Führer der Demokratischen Kunstbewegung Russlands von den 1860er bis 1880er Jahren.

## Leben
Er entstammte einer verarmten kleinbürgerlichen Familie. In der Zeit von 1857 bis 1863 studierte er an der Petersburger Kunstakademie. Er begann bald, sich gegen den akademischen Kunststil aufzulehnen und Anhänger zu finden. Er initiierte den Aufstand der Vierzehn (Бунт четырнадцати), der für ihn den Ausschluss aus der Akademie zur Konsequenz hatte.
Unter dem Einfluss der russischen revolutionären Demokraten setzte er sich für die Verantwortung der Künstler gegenüber ihrem Publikum, für das Prinzip des Realismus in der Kunst sowie für die Moral und für die Kunst mit Nationalitätsbezug ein. Er wurde der Gründer und geistige Kopf der Bewegung der Peredwischniki.
In den Jahren von 1863 bis 1868 nahm er eine Tätigkeit als Zeichenlehrer wahr.
1871, zehn Jahre nach dem Tod von Taras Schewtschenko, schuf Kramskoi ein Porträt des Dichters, das weite Verbreitung fand.
In der Folgezeit schuf er eine Reihe von Porträts mit den Abbildern der bedeutendsten russischen Schriftsteller, Wissenschaftler, Künstler und Personen der Zeitgeschichte dieser Zeit.  Das waren u. a. Leo Tolstoi, Iwan Iwanowitsch Schischkin und Pawel Michailowitsch Tretjakow. Diese Gemälde sind heute in der Tretjakow-Galerie in Moskau ausgestellt. Eines seiner bekanntesten Porträts ist das Bild Die Unbekannte.
Darüber hinaus schuf Kramskoi Gemälde, die neben seinem Demokratieverständnis und Humanismus auch seine Religion widerspiegeln. Sein Hauptwerk ist das 1872 entstandene Gemälde Christus in der Wüste (Христос в пустыне),  was ebenfalls in der Tretjakow-Galerie ausgestellt ist. Auch in der Folgezeit räumte Kramskoi biblischen Themen einen großen Raum in seinen Werken ein.
Sein Stil der Malerei und seine aktuellen kritischen Stellungnahmen zur Kunst seiner Zeit beeinflusste viele Künstler Russlands im letzten Drittel des 19. Jahrhunderts.
Auch Rainer Maria Rilke beschäftigte sich intensiv mit ihm.

## Galerie

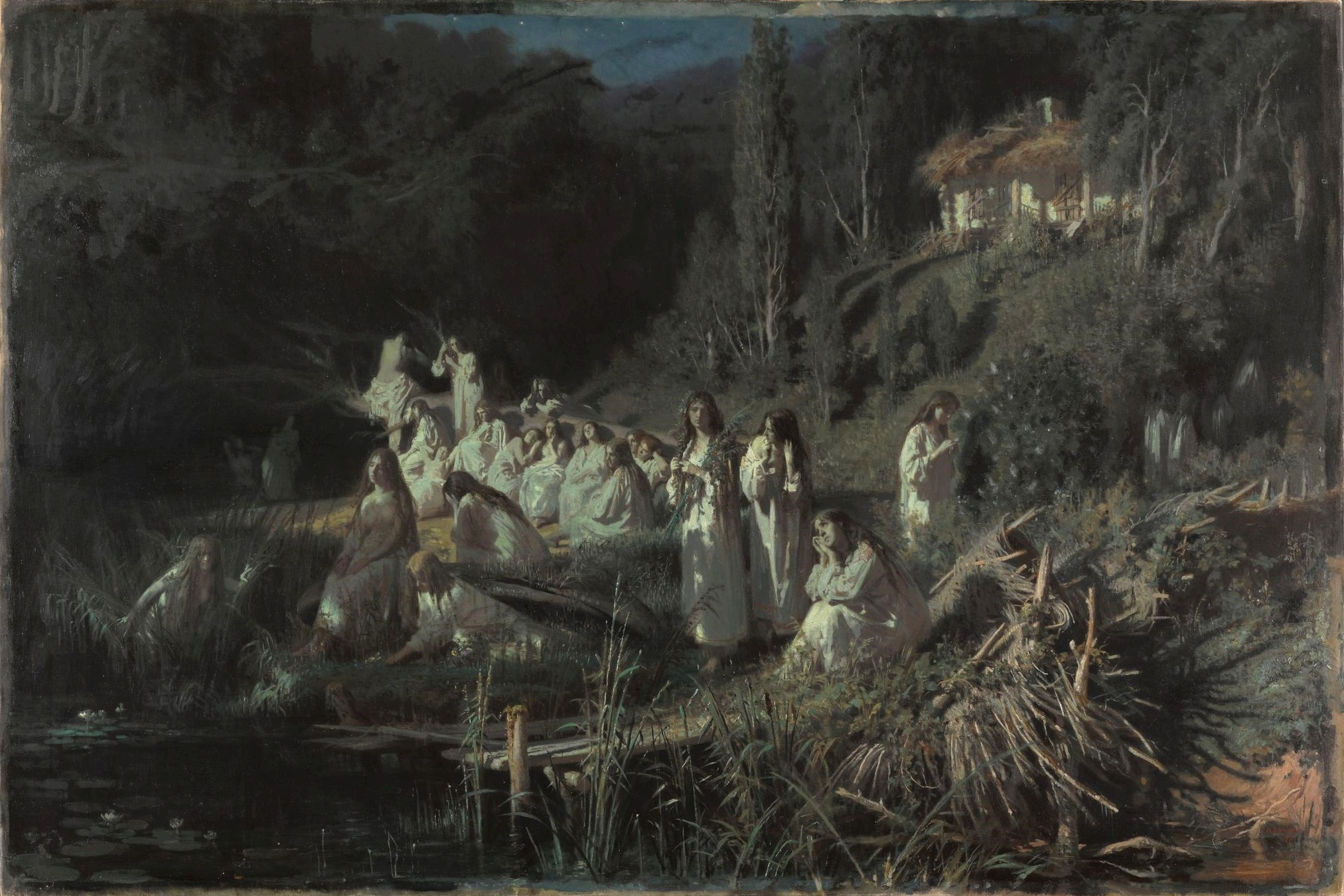
Nixen, 1871
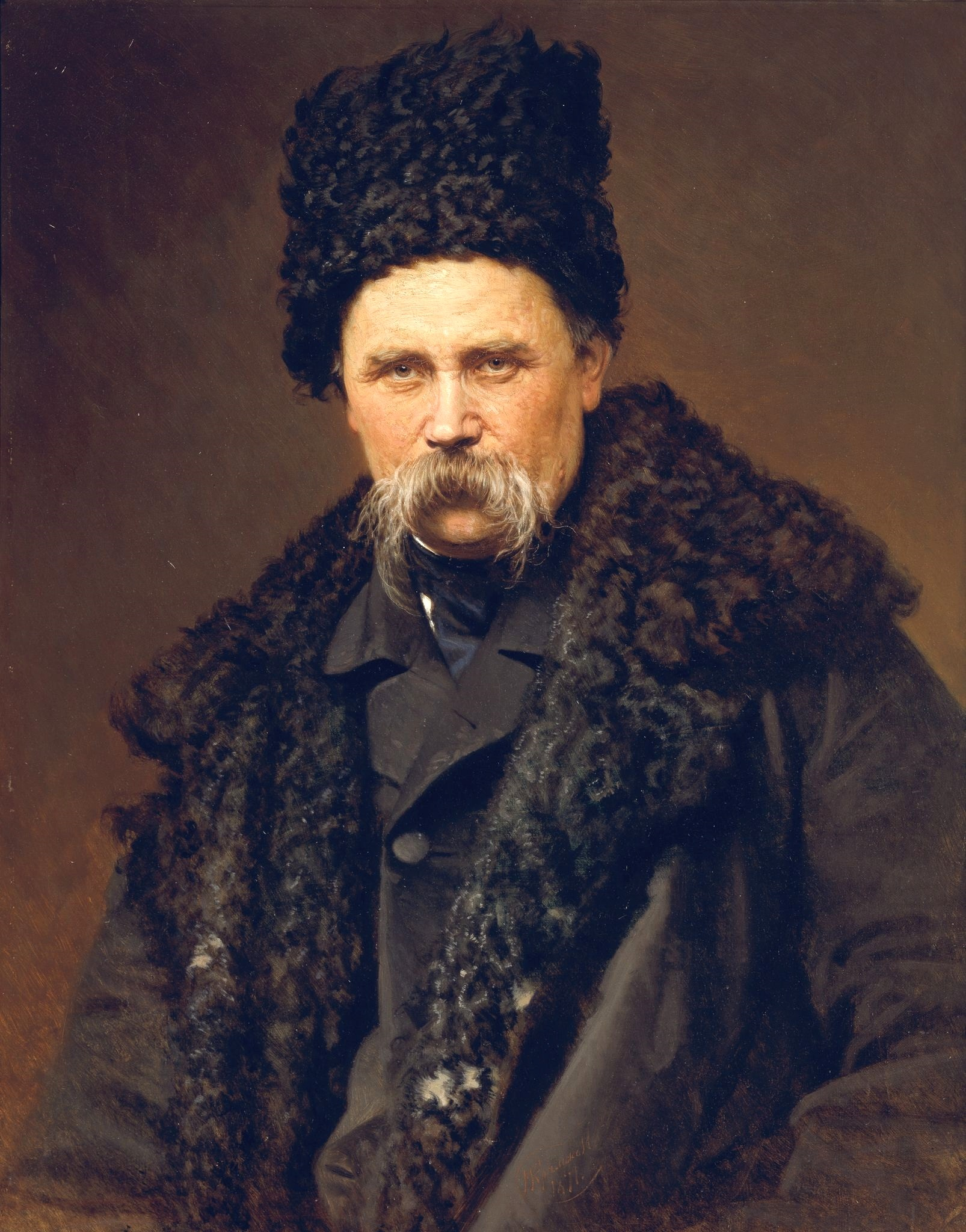
Bildnis Taras Schewtschenko, 1871
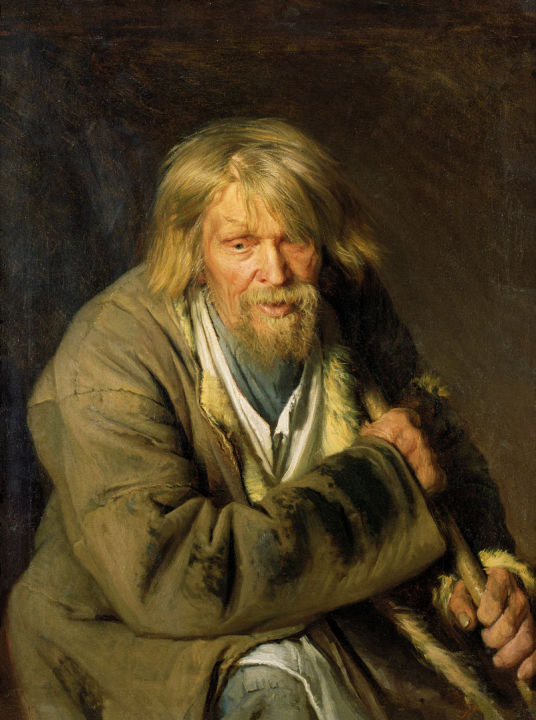
Alter Mann mit Krücke, 1872
Bildnis Leo Tolstoi, 1873
Bildnis Iwan Schischkin, 1873
Bildnis Jakow Polonski, 1875
Bildnis Iwan Schischkin, 1880
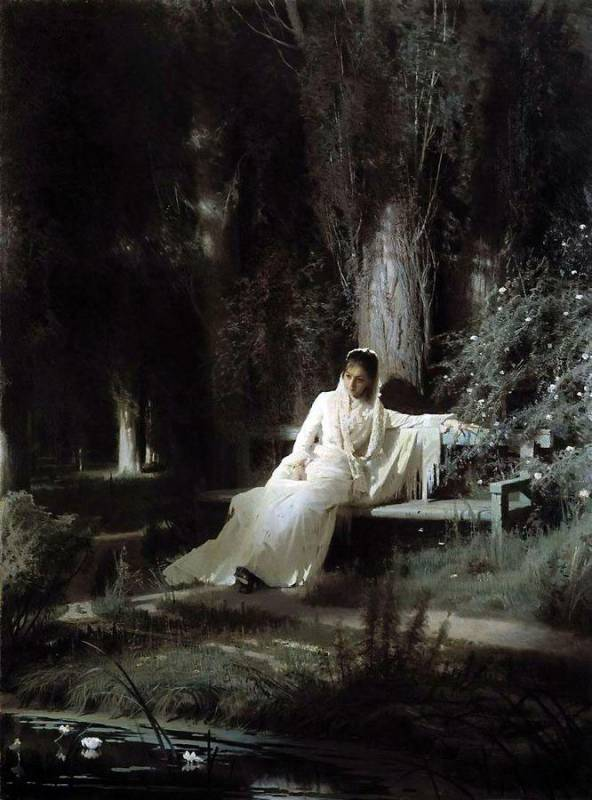
Mondnacht, 1880
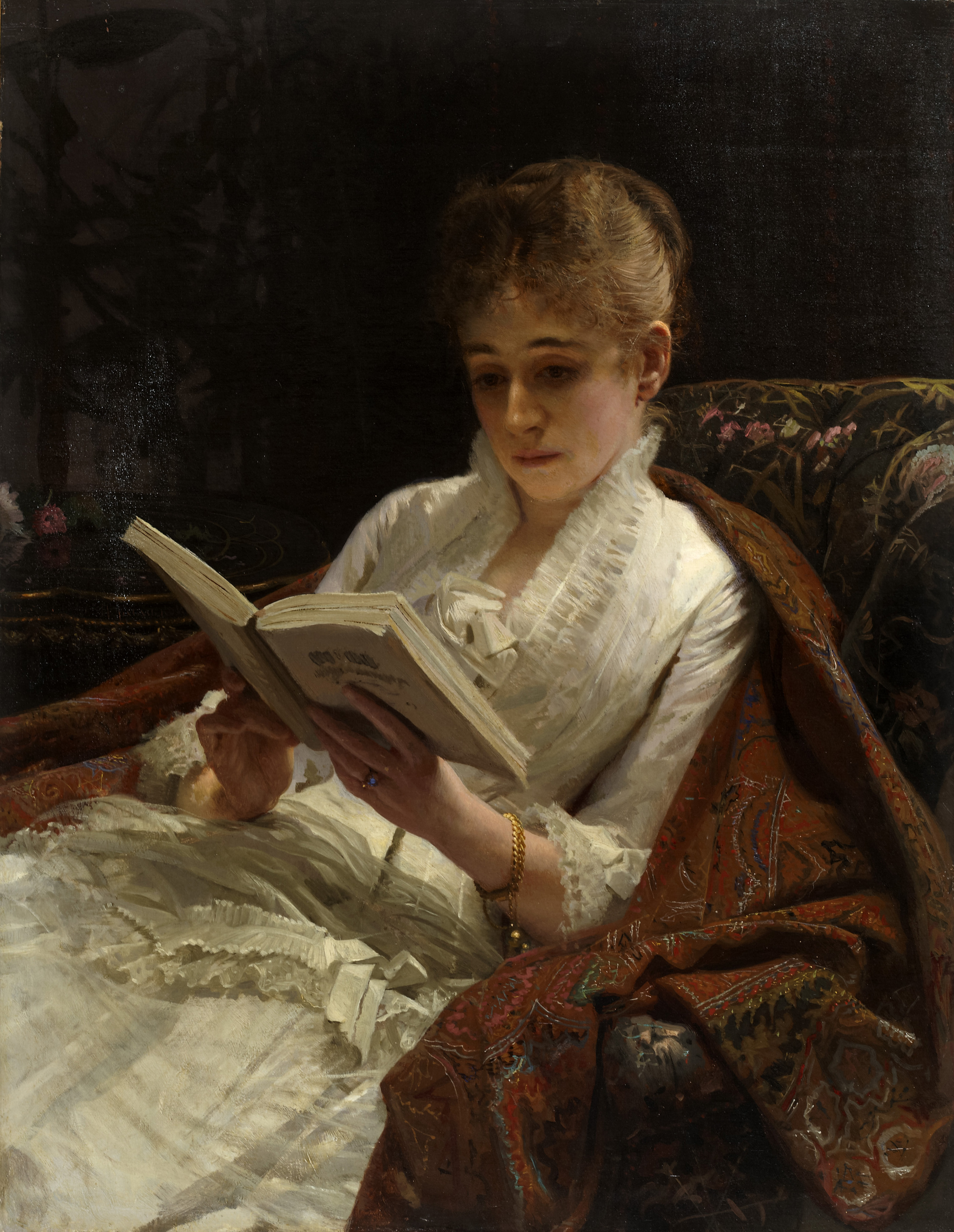
Porträt einer lesenden Dame, 1881, Jekaterinburg Museum der Bildenden Künste
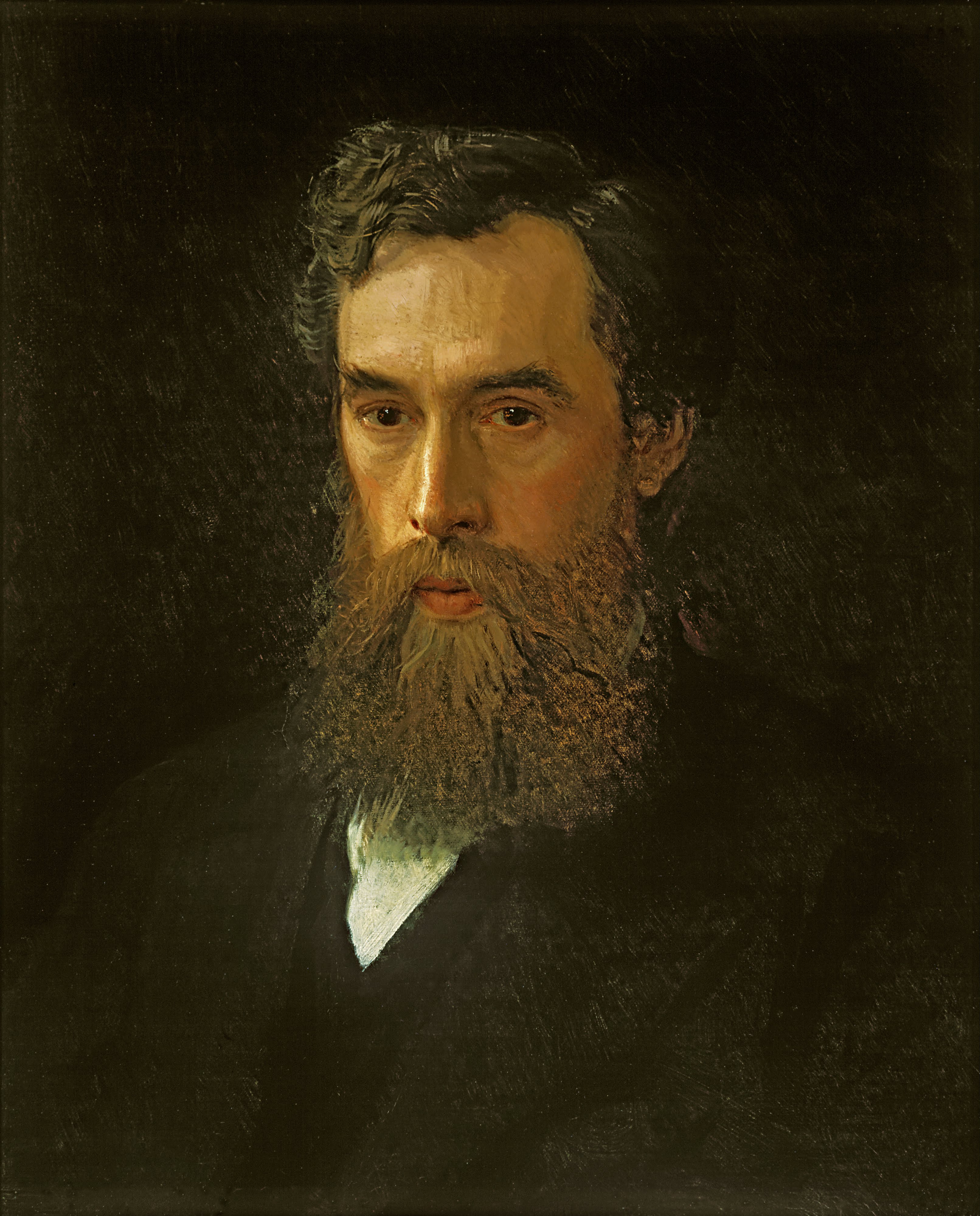
Bildnis Pawel Michailowitsch Tretjakow
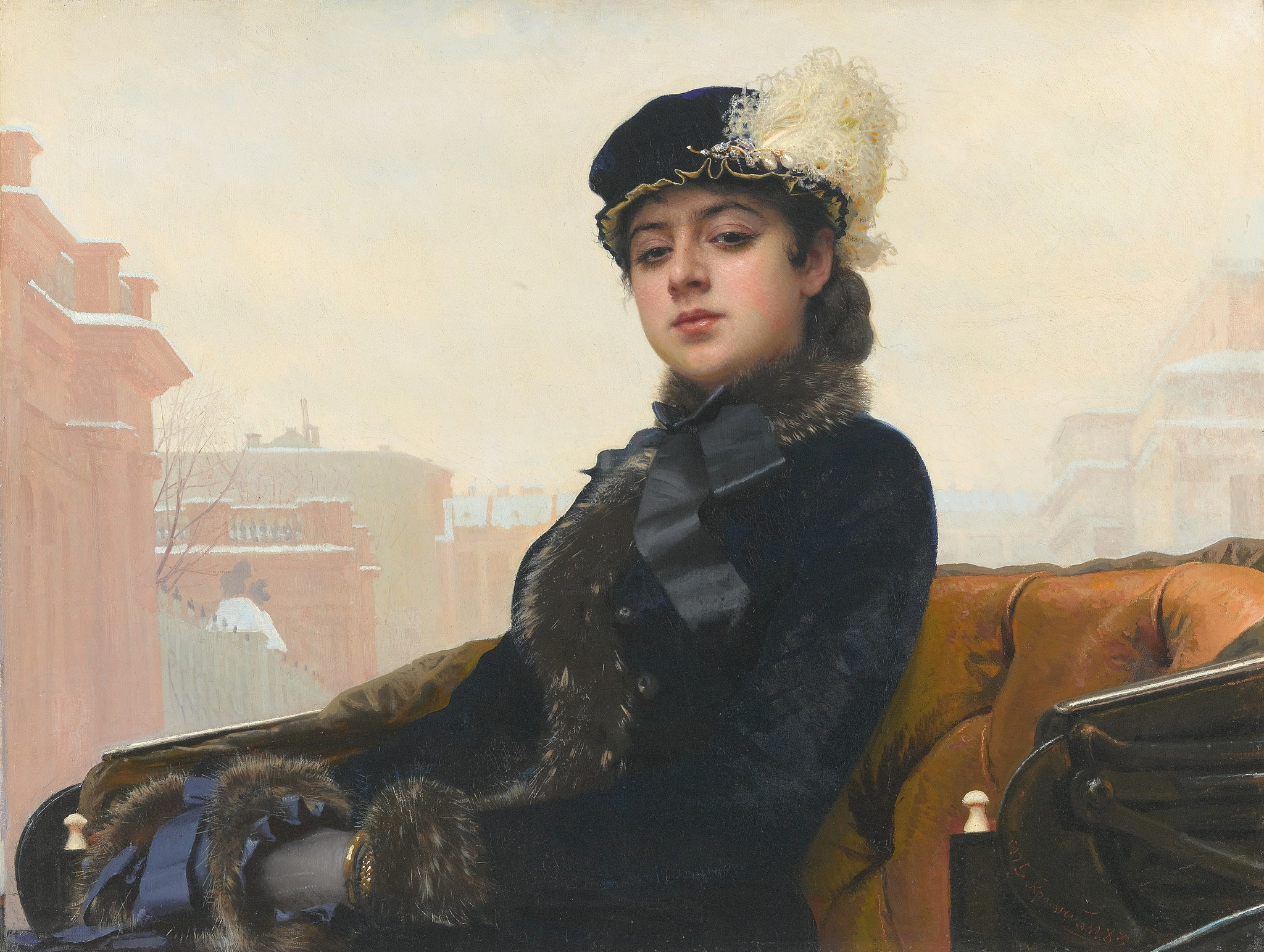
Die Unbekannte, 1883
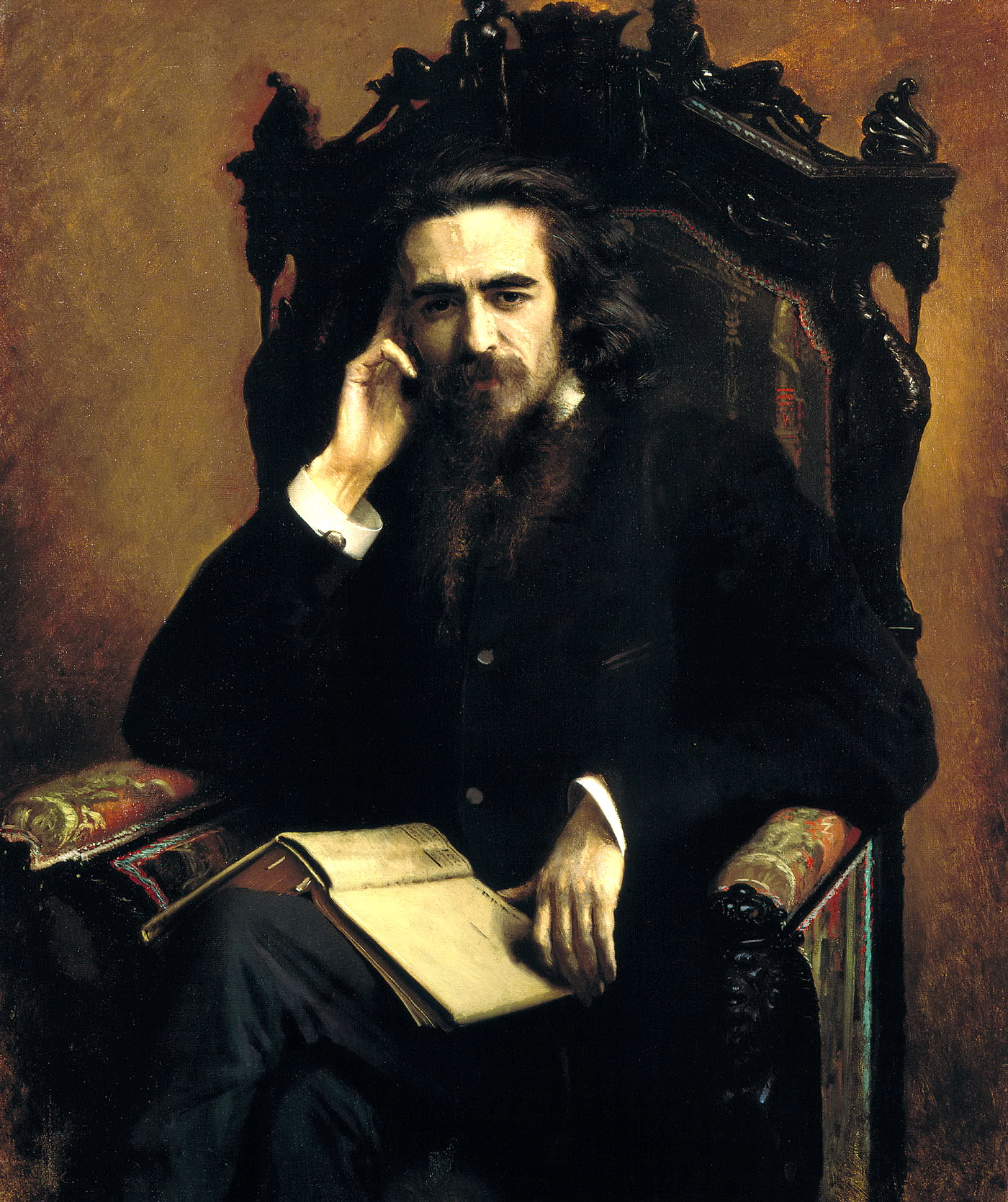
Bildnis Wladimir Sergejewitsch Solowjow, 1885
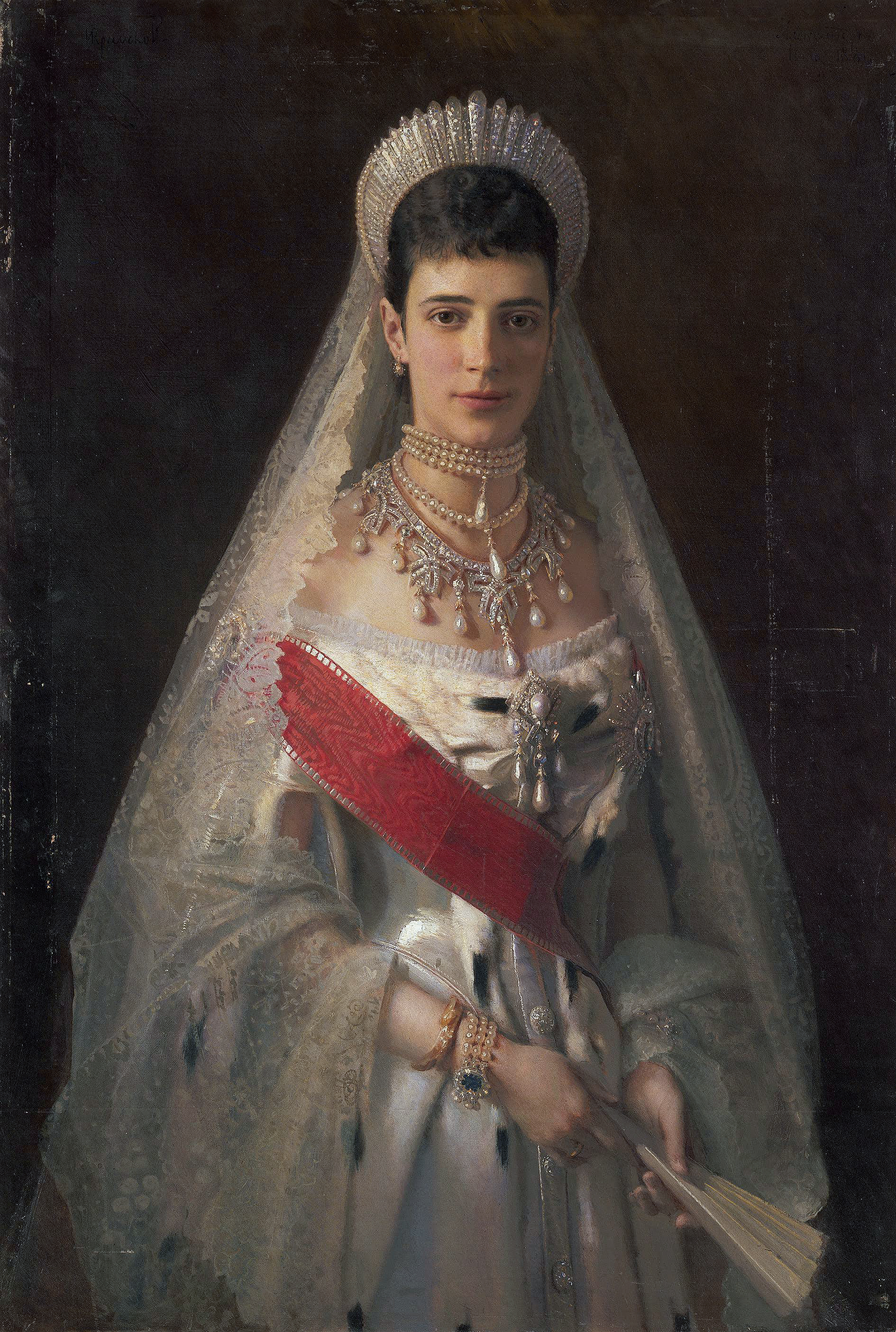
Bildnis Maria Feodorowna
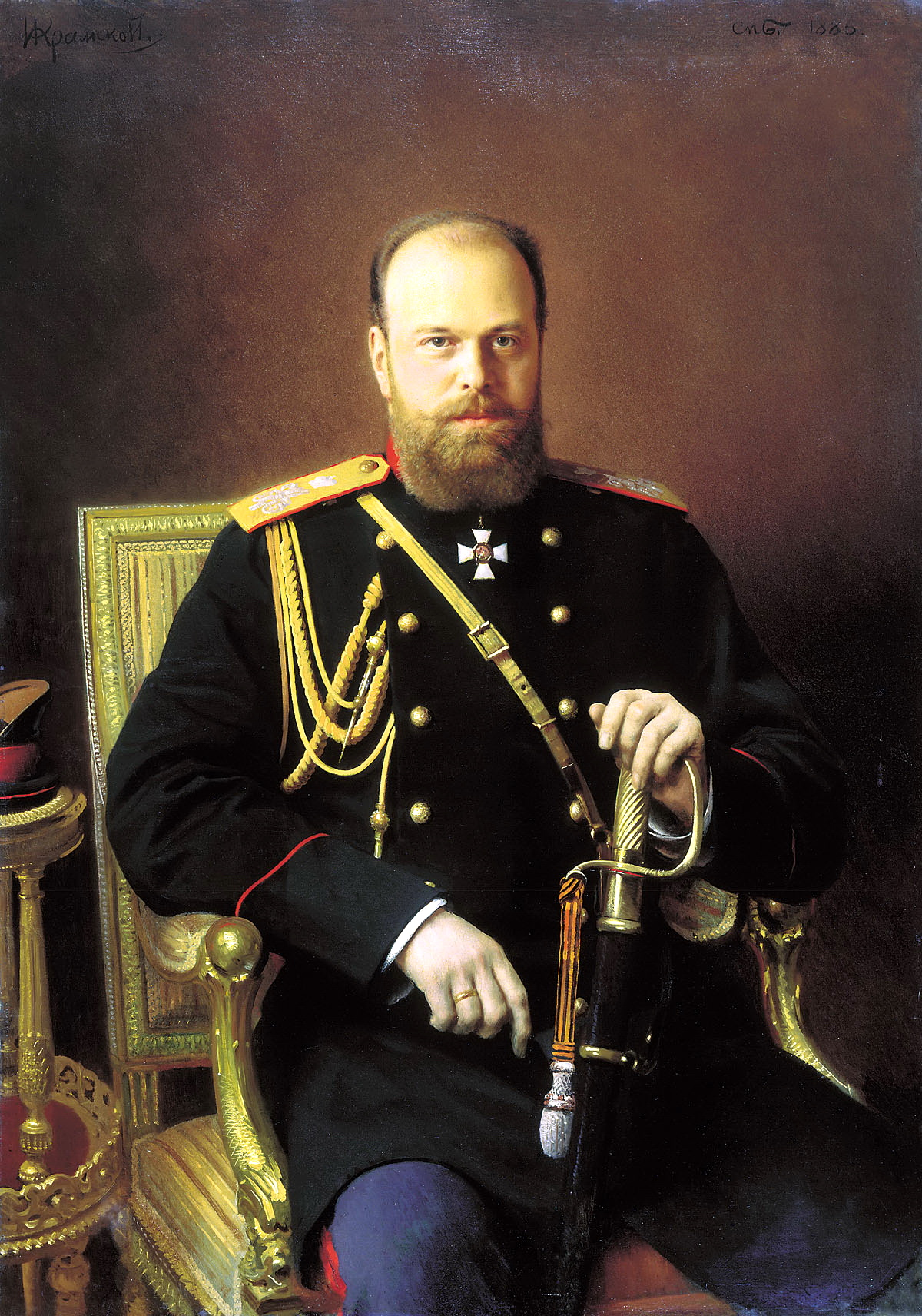
Bildnis Zar Alexander III., 1886
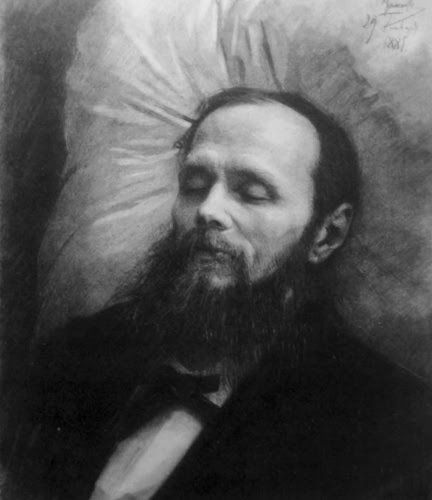
Dostojewski auf dem Totenbett, Zeichnung, 29. Januar 1881